# Ville Vahalahti
Ville Vahalahti (Parainen, 7 novembre 1977) è un ex hockeista su ghiaccio finlandese professionista che giocava nel ruolo di ala sinistra.

## Carriera
Ha cominciato a giocare nella seconda divisione finlandese. Attualmente gioca nella TPS, squadra con la quale ha firmato un contratto biennale nel 2009-2010.

## Statistiche
Statistiche aggiornate a luglio 2012.

### Club
| Stagione | Squadra       | Stagione regolare | Stagione regolare | Stagione regolare | Stagione regolare | Stagione regolare | Stagione regolare | Playoff | Playoff | Playoff | Playoff | Playoff |
| Stagione | Squadra       | Lega              | P                 | G                 | A                 | Pt                | PIM               | P       | G       | A       | Pt      | PIM     |
| -------- | ------------- | ----------------- | ----------------- | ----------------- | ----------------- | ----------------- | ----------------- | ------- | ------- | ------- | ------- | ------- |
| 1994-95  | Kiekko-67 U20 | Jr. A SM-liiga    | 1                 | 0                 | 0                 | 0                 | 0                 | -       | -       | -       | -       | -       |
|          |               | Playout           | 7                 | 2                 | 2                 | 4                 | 2                 | -       | -       | -       | -       | -       |
| 1995-96  | TPS U20       | Jr. A SM-liiga    | 33                | 12                | 8                 | 20                | 37                |         |         |         |         |         |
|          | Kiekko-67     | Finland2          | 2                 | 0                 | 0                 | 0                 | 0                 |         |         |         |         |         |
| 1996-97  | TPS U20       | Jr. A SM-liiga    | 33                | 14                | 10                | 24                | 14                |         |         |         |         |         |
|          | Kiekko-67     | Finland2          | 4                 | 1                 | 0                 | 1                 | 0                 |         |         |         |         |         |
| 1997-98  | TPS U20       | Jr. A SM-liiga    | 36                | 18                | 14                | 32                | 4                 | 7       | 5       | 4       | 9       | 4       |
| 1998-99  | TPS           | SM-liiga          | 31                | 8                 | 5                 | 13                | 2                 | 10      | 2       | 2       | 4       | 4       |
|          | TuTo          | Finland2          | 21                | 15                | 18                | 33                | 8                 | -       | -       | -       | -       | -       |
| 1999-00  | TPS           | SM-liiga          | 53                | 15                | 15                | 30                | 22                | 10      | 3       | 1       | 4       | 0       |
|          |               | EHL               | 6                 | 4                 | 2                 | 6                 | 4                 | 4       | 1       | 2       | 3       | 0       |
| 2000-01  | TPS           | SM-liiga          | 53                | 12                | 15                | 27                | 8                 | 10      | 3       | 4       | 7       | 4       |
| 2001-02  | TPS           | SM-liiga          | 56                | 11                | 24                | 35                | 12                | 8       | 1       | 3       | 4       | 2       |
| 2002-03  | TPS           | SM-liiga          | 54                | 15                | 24                | 39                | 34                | 7       | 1       | 2       | 3       | 0       |
| 2003-04  | TPS           | SM-liiga          | 50                | 18                | 22                | 40                | 10                | 4       | 0       | 0       | 0       | 0       |
| 2004-05  | TPS           | SM-liiga          | 46                | 11                | 19                | 30                | 10                | 6       | 1       | 0       | 1       | 2       |
| 2005-06  | TPS           | SM-liiga          | 56                | 15                | 10                | 25                | 28                | 2       | 0       | 1       | 1       | 6       |
| 2006-07  | TPS           | SM-liiga          | 54                | 21                | 23                | 44                | 14                | 2       | 0       | 0       | 0       | 0       |
| 2007-08  | Linköping     | Elitserien        | 53                | 4                 | 8                 | 12                | 8                 | 16      | 0       | 0       | 0       | 2       |
| 2008-09  | TPS           | SM-liiga          | 58                | 16                | 19                | 35                | 20                | 8       | 3       | 3       | 6       | 12      |
| 2009-10  | TPS           | SM-liiga          | 57                | 21                | 26                | 47                | 24                | 15      | 4       | 8       | 12      | 6       |
| 2010-11  | TPS           | SM-liiga          | 27                | 5                 | 19                | 24                | 10                |         |         |         |         |         |
|          |               | ET                | 8                 | 0                 | 9                 | 9                 | 0                 | 3       | 1       | 2       | 3       | 0       |
| 2011-12  | TPS           | SM-liiga          | 59                | 21                | 29                | 50                | 8                 | 2       | 0       | 0       | 0       | 0       |
|          |               | ET                | 8                 | 0                 | 3                 | 3                 | 2                 | -       | -       | -       | -       | -       |
| 2012-13  | TPS           | SM-liiga          |                   |                   |                   |                   |                   |         |         |         |         |         |

### Nazionale
| Stagione | Livello     | Risultati    | Risultati | Risultati | Risultati | Risultati | Risultati |
| Stagione | Livello     | Competizione | P         | G         | A         | Pt        | PIM       |
| -------- | ----------- | ------------ | --------- | --------- | --------- | --------- | --------- |
| 2002-03  | Finland EHT | EHT          | 3         | 0         | 0         | 0         | 0         |
| 2008-09  | Finland     | WC           | 4         | 0         | 0         | 0         | 2         |
|          | Finland EHT | EHT          | 3         | 0         | 2         | 2         | 0         |

## Palmarès

### Club
- Campionato finlandese: 4

 TPS: 1998-1999, 1999-2000, 2000-2001, 2009-2010
- Campionato finlandese junior: 1

 TPS: 1997-98

### Individuale
- SM-liiga:

2011-12: Gentleman of the Year
- Prima divisione:

1998-99: Rookie of the Year